# Dơi quỷ chân lông
Dơi quỷ chân lông (danh pháp hai phần: Diphylla ecaudata) là một loài dơi quỷ thuộc phân họ dơi quỷ, trong họ Dơi mũi lá, bộ Dơi. Chúng được Spix mô tả năm 1823.

## Mô tả
Phân họ Dơi quỷ Desmodontinae gồm có ba chi đơn loài, tức là tổng cộng chỉ có 3 loài hút máu: dơi quỷ thông thường (Desmodus rotundus), dơi quỷ chân lông (Diphylla rotundus) và dơi quỷ cánh trắng (Diaemus youngi).
Cũng như hai loài dơi quỷ kia, loài này là loài bản địa của châu Mỹ, sinh sống trong khu vực kéo dài từ México xuống Brasil, Chile và Argentina. Chỉ có ba loài dơi này là những động vật có vú ký sinh. Mặc dù quan niệm phổ biến cho rằng loài dơi này chỉ hút máu động vật có vú, nó chủ yếu hút máu của các loài chim. Dơi ma quỷ chân lông sống chủ yếu là đất lâm nghiệp nhiệt đới và cận nhiệt đới của Nam Mỹ. Nó là thành viên duy nhất của chi Diphylla.
Nó thường nghỉ vào ban ngày, với ít hơn 12 con dơi khác trong một hang động, mặc dù một hang động đã từng được tìm thấy với 35 con dơi. Nó cũng chia sẻ thức ăn của nó thông qua nôn, miệng sang miệng.
Nó cũng có tầm nhìn tốt, nhưng định vị bằng tiếng vang kém, thường được tìm thấy trong các hang động với dơi quỷ thông thường (Desmodus rotundus), nhưng nó là một con dơi đơn độc và không hình thành các nhóm như Desmodus. Không có các rãnh ngôn ngữ dưới lưỡi trong Desmodus và Diaemus, nhưng nó không có một đường rãnh dọc theo mái nhà của miệng có thể phục vụ như là một "máng xối máu". 

## Phân loài
Có hai phân loài được công nhận:
- Diphylla ecaudata centralis ở tây Panama đến México.
- Diphylla ecaudata ecaudata từ Brasil đến đông Peru đến đông Panama.